# Prozessionsaltar
Als Prozessionsaltar werden Bildstöcke oder ggf. auch temporäre Altäre bezeichnet, die an Prozessionswegen stehen. Bei eucharistischen Prozessionen haben sie die Funktion einer Station, wo mit dem Allerheiligsten der sakramentale Segen gespendet wird. Dazu ist eine ebene, tischähnliche Fläche zum Abstellen der Monstranz erforderlich. Temporäre Altäre bestehen gewöhnlich aus einem geschmückten Tisch, stationäre Altäre aus Stein oder auch aus Holz.   
- Bildstocklandschaft Franken#Prozessionsaltar/Altarbildstock

## Prozessionsaltäre (Auswahl)
Einzelne Prozessionsaltäre:
- Prozessionsaltar (Albertshausen, Albertshausener Straße 6)
- Prozessionsaltar (Albertshausen, Sauerbreystraße 2)
- Prozessionsaltar (Albertshausen, Sauerbreystraße 20)
- Prozessionsaltar gegenüber dem Alten Dorfring 6 (Arnshausen)
- Prozessionsaltar gegenüber dem Alten Dorfring 28 (Arnshausen)
- Prozessionsaltar gegenüber dem Alten Dorfring 32 (Arnshausen)
- Prozessionsaltar (Arnshausen, Alter Dorfring 18)
- Prozessionsaltar (Arnshausen, Nähe Fuchsmühlweg)
- Prozessionsaltar (Arnshausen, Lollbachgasse)
- Klosterweg 7a (Hausen)#Prozessionsaltar
- Prozessionsaltar (Reiterswiesen, Kissinger Straße 45)
- Prozessionsaltar (Reiterswiesen, Kissinger Straße 74)